# Vorstelijk Hohenzollernse Huisorde

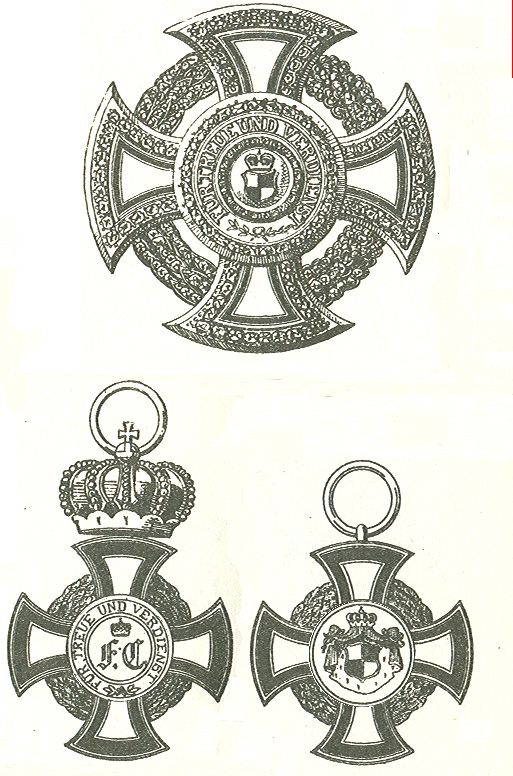
Erekruizen Ie en IIe Klasse met Kroon en uitvoering van 1841

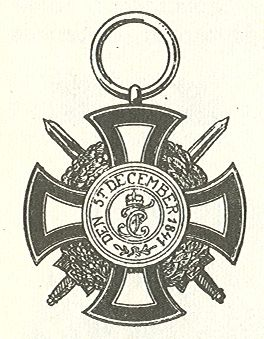
Vorstelijk Hohenzollernse Huisorde Erekruis II met Zwaarden 1866

Karl en Friedrich, de vorsten van Hohenzollern-Hechingen en Hohenzollern-Sigmaringen stelden op 1 januari 1842 een gezamenlijke huisorde in onder de naam Vorstelijk Hohenzollernse Huisorde (Duits: "Fürstlich Hohenzollernscher Hausorden"). De Orde moest verdienste voor hun huis of hun, toen nog soevereine, staatjes belonen. Koning Friedrich Wilhelm I van Pruisen, hoofd van de derde regerende linie van de Hohenzollern, werd beschermheer van de Orde.
De graden van de Orde
- Erekruis der Ie Klasse

(ook met briljanten verleend)
- Erekruis der IIe Klasse
- Gouden Eremedaille
- Zilveren Eremedaille

In 1844 werd een 
- Zilveren Erekruis der IIIe Klasse

en in 1866, in oorlogstijd, werd vastgelegd dat alle klassen ook met Zwaarden mochten worden uitgereikt.
De prinsen uit het huis Hohenzollern waren geboren dragers van het Erekruis der Ie Klasse en mochten dit kruis na hun 16e verjaardag dragen. Op 23 augustus 1851 werd de Orde, in gewijzigde vorm, in het systeem van de Pruisische Orden opgenomen. In 1852 kreeg de Orde nieuwe statuten.
Ridders in de Hoge Orde van de Zwarte Adelaar dragen hun Erekruis Ie Klasse onder de ster van deze Orde op de linkerborst. Pruisische en Hohenzollern Prinsen die ook Grootcommandeur van de Pruisische Huisorde van Hohenzollern zijn dragen òfwel het Erekruis der Ie Klasse of het afgebeelde kruis van de IIe Klasse met Kroon.
Op 10 februari 1893 heeft vorst Leopold van Hohenzollern-Sigmaringen met instemming van de koning van Pruisen een nieuwe tweede klasse, het "Grootcommandeurskruis" ingesteld. Dit kruis is iets groter dan de IIe klasse en werd "en sautoir" gedragen.
Het lint was wit met drie zwarte strepen.
Ook al regeerden de katholieke Hohenzollern niet meer in hun oude vorstendom, de Orde werd door hen nog steeds in de Hohenzollernse uitvoering verleend. De Pruisische koningen deden hetzelfde met hùn Huisorde van Hohenzollern die een versie van deze Orde was. De Engelse en Duitse Wikis behandelen de orden als één geheel maar de gedrukte bronnen doen dat niet.
Hohenzollern is eerst in Pruisen en later in Baden-Württemberg opgenomen en Pruisen is in 1947 opgeheven maar deze Orde bestaat, als Dynastieke Orde of Huisorde van de katholieke Hohenzollern, nog steeds prins Friedrich Wilhelm, titulair vorst van Hohenzollern, is volgens (http://www.icocregister.org/list2002.htm] nog steeds grootmeester van de Vorstelijk Hohenzollernse Huisorde. Ook zijn Pruisische neef is grootmeester van de Orde. Prins Georg Friedrich, prins van Pruisen, titulair Duits keizer en koning van Pruisen, vermeldt grootmeester van de Koninklijke Huisorde van Hohenzollern te zijn.

## De graden van de orde
Deze orde zal de meest ingewikkelde en uitgebreide ridderorde ter wereld zijn. De catalogus vermeldt niet minder dan 62 graden en uitvoeringen in twee modellen. De Pruisische Orde van de Rode Adelaar zal 118 modellen hebben geteld maar die orde bestaat niet meer.
Model 1841-1851
- Kruis der Eerste Klasse
- Kruis der Eerste Klasse met Briljanten
- Kruis der Tweede Klasse
- Kruis der Derde Klasse (in 1844 ingesteld)
- De Gouden Eremedaille
- De Zilveren Eremedaille

Het model 1851 - 1852
- Kruis der Eerste Klasse
- Kruis der Eerste Klasse  met Briljanten
- Kruis der Tweede Klasse
- Kruis der Derde Klasse
- De Gouden Eremedaille
- De Zilveren Eremedaille

Het huidige model
- De keten met kleinood zonder zwaarden (in 1930 ingesteld)
- De keten met kleinood met de zwaarden (in 1941 ingesteld)
- Het Grote Erekruis voor niet vorstelijke staatshoofden (in 1941 ingesteld)
- Het Grote Erekruis met de Zwaarden voor niet vorstelijke staatshoofden (in 1941 ingesteld)
- Het Grote Erekruis voor vorstelijke personen (in 1930 ingesteld)
- Het Grote Erekruis met de Zwaarden voor vorstelijke personen (in 1941 ingesteld)
- Het Grote Erekruis met briljanten. Dit was een in 1941 voor de vorstinnen van Hohenzollern-Sigmaringen vervaardig ereteken.
- Het Kruis der Eerste Klasse (in 1852 ingesteld)
- Het Kruis der Eerste Klasse met de Zwaarden (in 1866 ingesteld)
- Het Kruis der Eerste Klasse met briljanten (in 1857 ingesteld)
- Het Kruis van een Ere-Commandeur (in 1891 ingesteld in goud en verguld zilver)
- De Ster van een Ere-Commandeur met de Zwaarden in (goud en verguld zilver)
- Het Kruis van een Ere-Commandeur met de Zwaarden aan de Ring (in 1928 ingesteld in verguld zilver)
- De ster van de Ere-Commandeur (in 1932 ingesteld)
- De ster van de Ere-Commandeur met de Zwaarden (in 1941 ingesteld)
- Het Kruis van een Ere-Commandeur met de Kroon (in 1941 ingesteld in goud)
- Het Kruis van een Ere-Commandeur met de Kroon en de Zwaarden (in 1941 ingesteld in verguld zilver)
- Het Kleine Kruis der Tweede Klasse met briljanten en Kroon (in 1941 ingesteld voor de vorstin)
- Het Kleine Kruis in de prinsenuitvoering (in 1852 ingesteld in goud)
- Het Kleine Kruis in de prinsessenuitvoering (in 1935 ingesteld in goud)
- Het Kleine Kruis met Zwaarden (in 1866 ingesteld in goud en verguld zilver)
- Het Kruis der Tweede Klasse met Zwaarden aan de Ring
- Het Kruis der Tweede Klasse met briljanten (in 1857 ingesteld in goud)
- Het Kruis der Derde Klasse (in 1852 ingesteld in zilver)
- Het Kruis der Derde Klasse met de Zwaarden (in 1866 ingesteld in zilver)
- Het Kruis der Derde Klasse met de Kroon (in 1910 ingesteld in zilver)
- Het Kruis der Derde Klasse met de Kroon en de Zwaarden
- Het Kruis der Derde Klasse met Eikenloof (in 1929 ingesteld)
- Het Kruis der Derde Klasse met Eikenloof en Zwaarden (in 1941 ingesteld)

De kruisen van Verdienste
- Het Gouden Kruis van Verdienste (in 1910 ingesteld)
- Het Gouden Kruis van Verdienste met de Zwaarden
- Het Gouden Kruis van Verdienste met de Kroon (in 1941 ingesteld)
- Het Gouden Kruis van Verdienste met de Kroon en de Zwaarden (in 1941 ingesteld)
- Het Zilveren Kruis van Verdienste (in 1910 ingesteld)
- Het Zilveren Kruis van Verdienste met de Zwaarden
- Het Zilveren Kruis van Verdienste met de Kroon (in 1941 ingesteld)
- Het Zilveren Kruis van Verdienste met de Kroon en de Zwaarden (in 1941 ingesteld)

De eremedailles en medailles
- De Gouden Eremedaille 1841 (deze medaille was van goud, de latere medailles waren verguld)
- De Gouden Eremedaille 1842
- De Gouden Eremedaille 1842 met de Zwaarden (na 1866 verleend)
- De Gouden Eremedaille 1842 met de Kroon (na 1941 verleend)
- De Gouden Eremedaille 1842 met de Kroon en de Zwaarden
- De Zilveren Eremedaille 1841
- De Zilveren Eremedaille 1841 met de Zwaarden (na 1866 verleend)
- De Zilveren Eremedaille 1841 met de Kroon (na 1941 verleend)
- De Zilveren Eremedaille 1841 met de Kroon en de Zwaarden (na 1941 verleend)